# Це-мол
Це-мол је молска лествица, чија је тоника тон це, а као предзнаке има три снизилице.

## Варијанте лествице
На слици испод се дају видети редом, природна, хармонска и мелодијска це-мол лествица:
У хармонском молу седми тон при повишењу прелази из бе у чисто ха, а у мелодијском це-молу шести тон бива повишен из ас у чисто а.

## Познатија класична дела у це-молу
- Клавирски концерт бр. 24, Моцарт
- Клавирска соната бр. 8, „Патетична“, Бетовен
- Етида бр. 12, оп. 10, „Револуционарна етида“, Шопен
- Четврта симфонија, „Трагична“, Шуберт
- Пета симфонија, „Судбинска“, Бетовен